# Pfarrkirche Sagritz

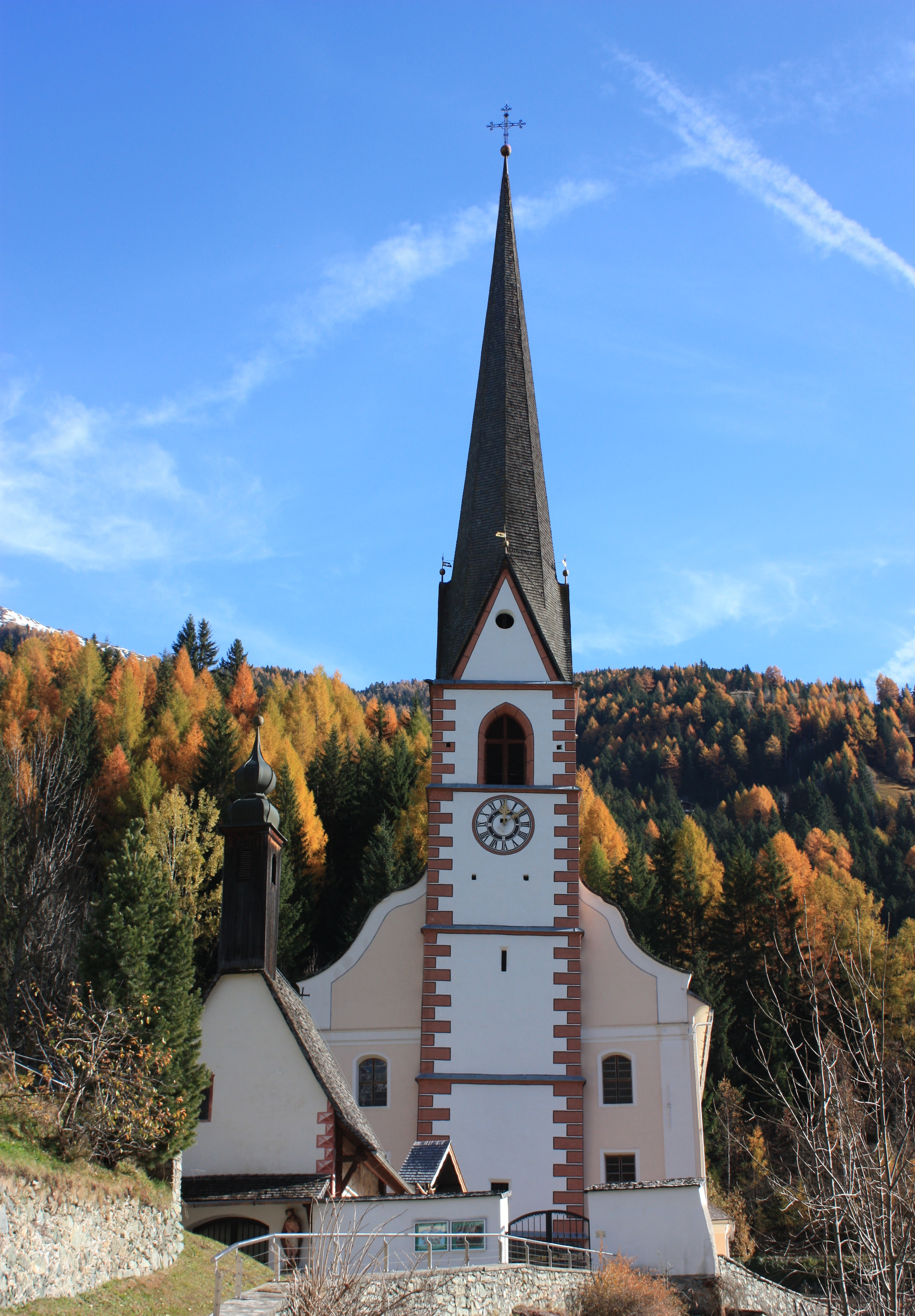
Kirche mit Antoniuskapelle im Vordergrund

Ostansicht mit Friedhof

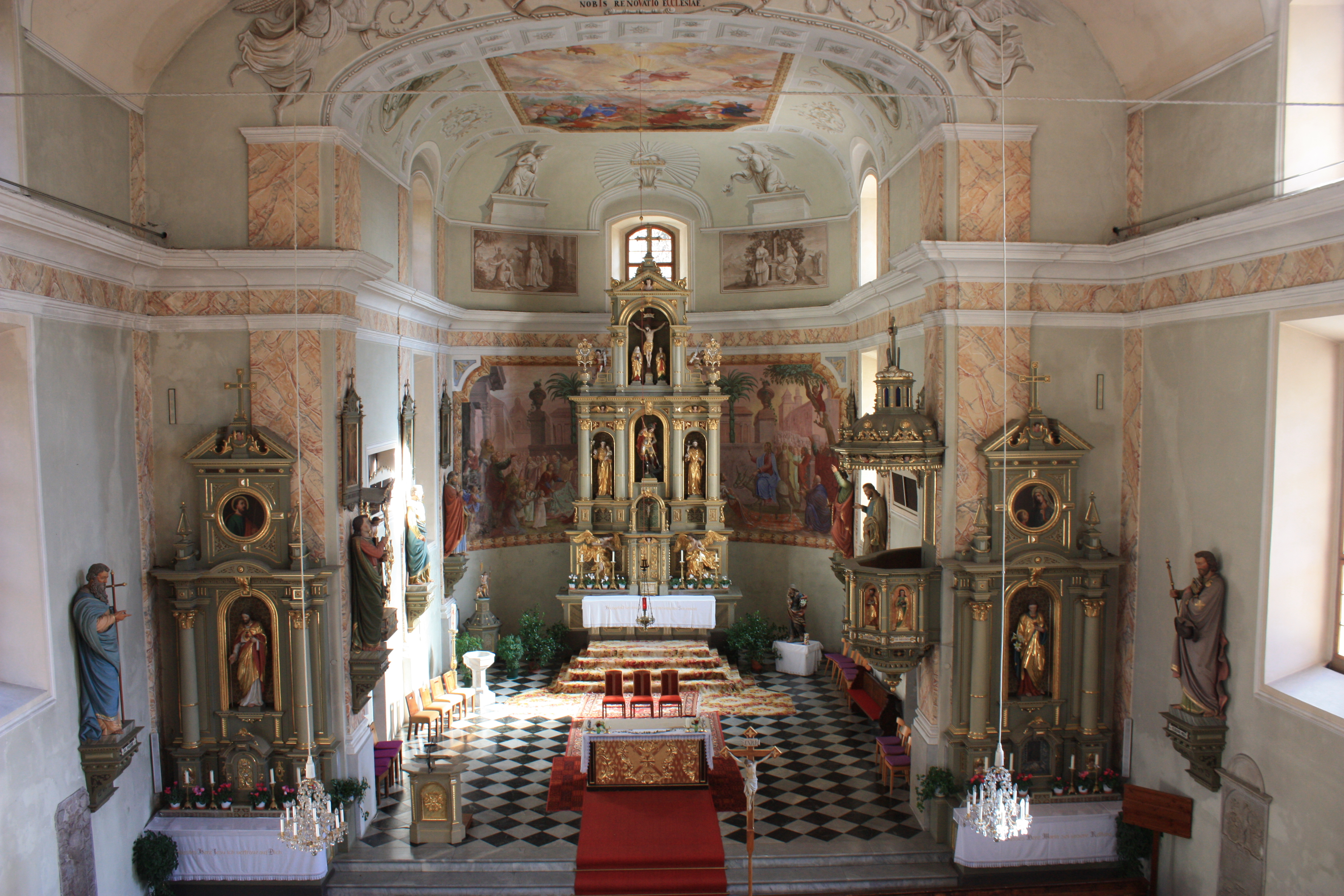
Innenansicht

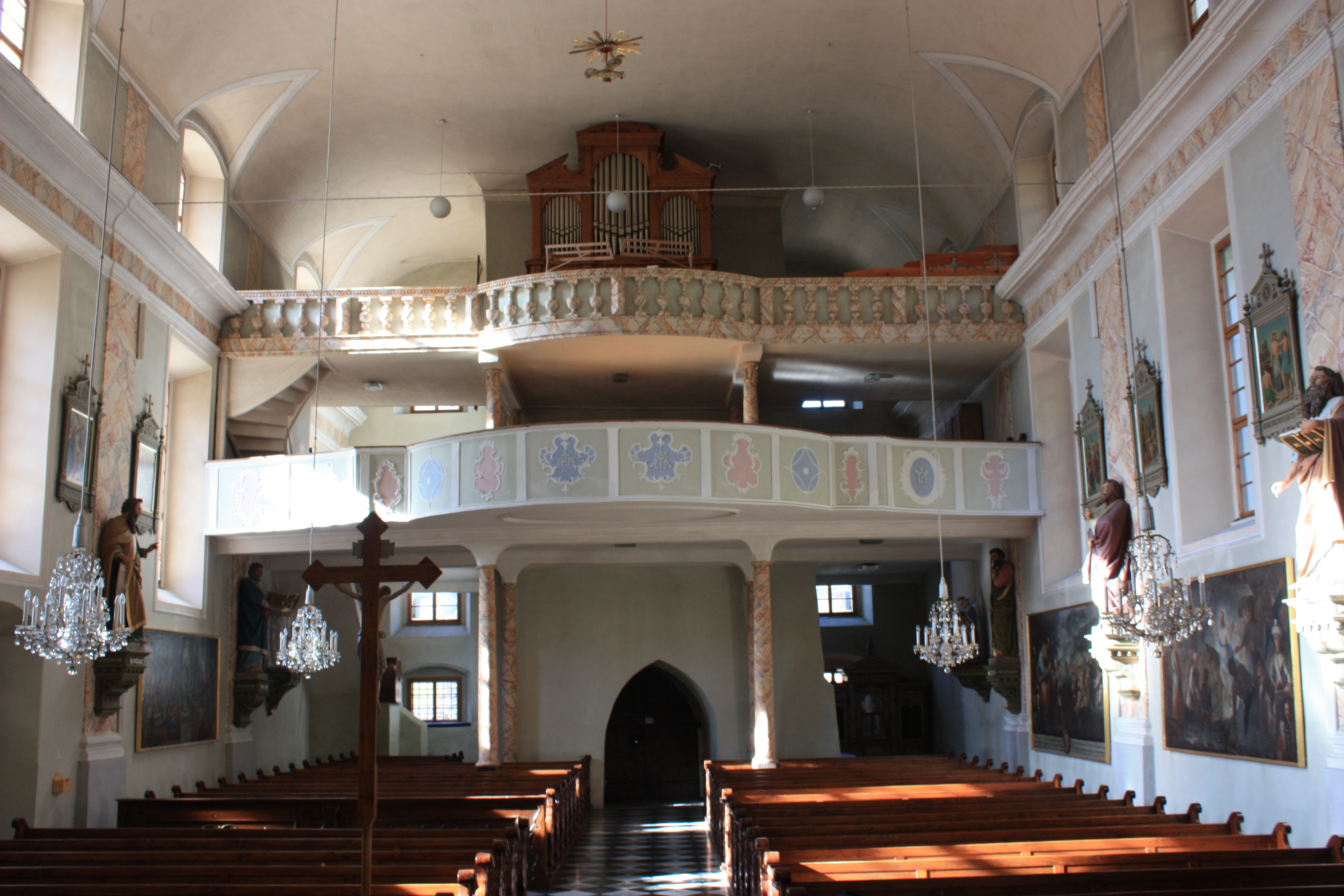
Blick zur Orgelempore

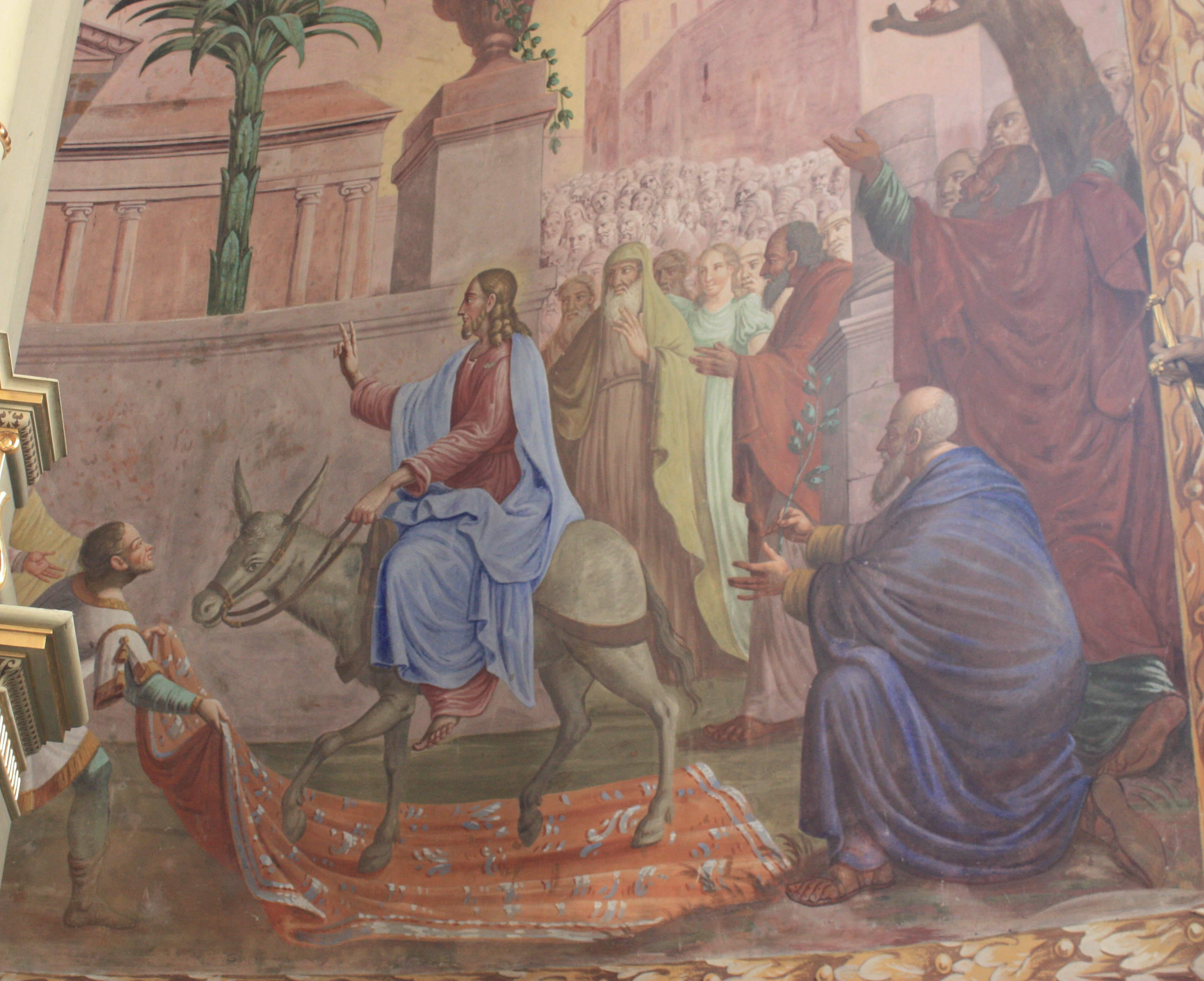
Chor: Einzug Christi in Jerusalem

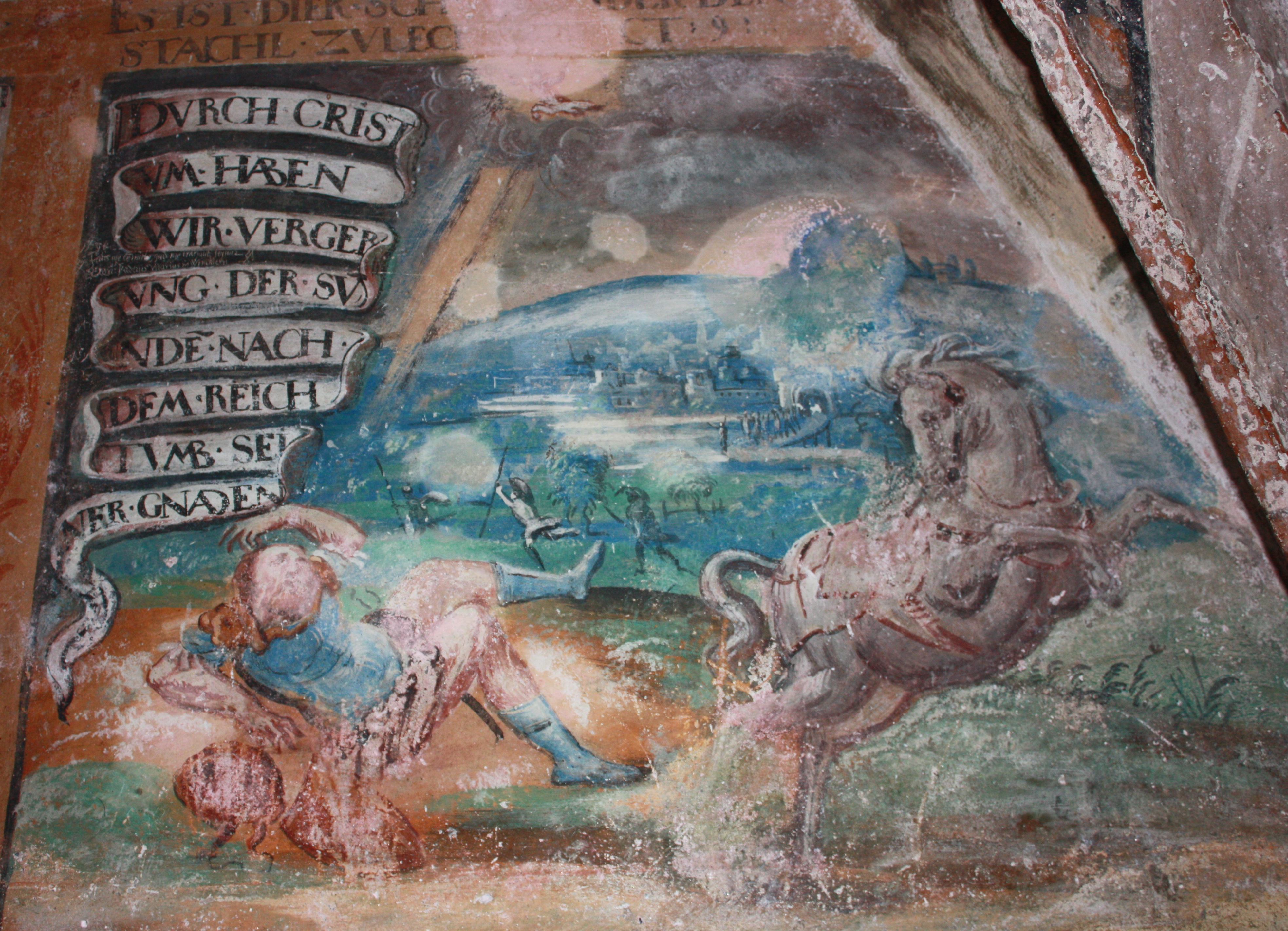
Turmvorhalle: Paulussturz

Die römisch-katholische Pfarrkirche Sagritz in der Gemeinde Großkirchheim ist dem heiligen Georg geweiht. Vor der Kirche stehen ein überlebensgroßes, geschnitztes Kruzifix und eine Statue der schmerzhaften Muttergottes aus dem 18. Jahrhundert.

## Geschichte
Die erste urkundliche Erwähnung fand die Kirche 1271. 1273 wurde sie zur Propstei erhoben. Der 1516 durch Bischof Berthold von Chiemsee geweihte spätgotischer Bau war bei einer Visitation 1615 bereits stark verfallen. 1769–1779 erfolgte ein weitgehender Neubau unter Einbeziehung des 1552 schon bestehenden und 1676 als schon geneigt beschriebenen Kirchturms. Der Fürstbischof von Lavant Graf Schrattenberg weihte 1782 den Neubau. Der Pfarre Sagritz unterstanden bis 1783 auch die heutigen Pfarren Heiligenblut und Mörtschach mit Rettenbach.

## Baubeschreibung
Die große spätbarocke Kirche besteht aus einem Saalraum und einem zu dessen Achse geknickten, dreiseitig geschlossenen Chor. An Langhaus und Chor befinden sich über den hohen rechteckigen Fenstern kleine Korbbogenfenster, ein Halbgeschoß andeutend. Die dreigeschoßige Westfassade mit je einer Fensterachse zu beiden Seiten des Turmes wird durch einen Wellgiebel und Riesenpilaster gestaltet. Die beiden Gedenktafeln ehren Bischof Kahn und den 1945 von den Nationalsozialisten hingerichteten Priester Anton Granig. Der fünfgeschoßige, gotische Eingangsturm besitzt spitzbogige Schallfenster und wird von einem Spitzgiebelhelm bekrönt. Ein Spitzbogenportal führt in die Eingangshalle im Turmerdgeschoß mit einem Netzrippengewölbe über vier Eckpfeilern. Die Wandmalereien in der Vorhalle sind ein Zeugnis des im 16. Jahrhundert protestantischen Mölltals. Die Auswahl der Bibelverse auf den Spruchbänder der Evangelisten im Gewölbe betont den allein selig machenden Glauben an Christus. An der nördlichen Schildwand sind die Kreuzigung, die Auferstehung und die Himmelfahrt dargestellt, flankiert vom rechten Schächter, dem Paulussturz, der Fußsalbung durch Maria Magdalena und der Berufung des Zachäus. Die Malereien entstanden zwischen 1580 und 1600 und waren wohl von der Familie Putz, den Besitzern des Schlosses Großkirchheim in Auftrag gegeben worden. Die Tiara im Gewölbe wurde später hinzugefügt.
Das vierjochige Langhaus mit einer Flachtonne wird von Pilastern gegliedert. Im Westen ist eine zweigeschoßige Empore, deren untere Balustrade vorschwingt. Der Altarraum mit einer Flachtonne hat eine gerundete Rückwand mit einer Darstellung des Einzugs Christi in Jerusalem von Christoph Brandstätter aus Kötschach von 1840. Das Deckengemälde vom Ende des 18. Jahrhunderts zeigt Christi Himmelfahrt. Die Fensterzone ist mit Grisaillemalereien ausgestattet.

## Einrichtung
Johann Rotschopf fertigte vor 1891 den Hochaltar, die beiden Seitenaltäre und die Konsolfiguren – Christus, die zwölf Apostel sowie Matthias – im Stil der Neorenaissance. Der Hochaltar birgt in der Mittelnische eine Statue des heiligen Georg von 1781, flankiert von Antonius von Padua und Franz Xaver sowie in der Aufsatznische eine Kreuzigungsgruppe. Der linke Seitenaltar trägt eine Herz-Jesu-Statue, der rechte eine Marienstatue. Die Figuren in den Brüstungsnischen des Kanzelkorbes stellen die vier Evangelisten dar. Den Abschluss des Schalldeckels der Kanzel bilden die Gesetzestafeln und ein Kreuz.
Das Ölgemälde mit der wunderbaren Brotvermehrung mit Stifterinschrift von 1713 ist mit B. Finckh bezeichnet. Vom selben Stifter und Maler dürfte auch das Ölgemälde mit dem Einzug Christi in Jerusalem stammen. Ein drittes Ölgemälde zeigt Christus vor dem Hohen Rat.
Auf der Wappengrabplatte der Familie Hohenburg von 1584 an der nördlichen Langhauswand sind links die Wappen der Thanhausen, Kienburg, Khevenhuler, Moshamb, Saurer, Stainpeck, Schandlperg und Röbatsch, rechts der Sigperg, Firmian, Rotnstein, Lueg, Horneg, Raming, Vilgreith und derer von Rost abgebildet. An der Langhaussüdwand befindet sich das Epitaph aus weißem Marmor von Sebastian und Crescentia von Leomüllern aus dem Jahre 1629 mit der Reliefdarstellung des heiligen Sebastian. Im Fußboden der Turmhalle ist das Grabsteinfragment des Hans Mathias Pacher aus der ersten Hälfte des 17. Jahrhunderts eingelassen.
Die Orgel mit 2 Manualen und 17 Registern wurde im Jahre 1897 von Alois Fuetsch errichtet.

## Antoniuskapelle
Die Antoniuskapelle westlich der Kirche dient heute als Kriegergedächtnisstätte. Die 1301 erstmals genannte Kapelle ist am Schlussstein mit 1522 bezeichnet. Es ist ein spätgotischer Bau mit Dreiachtelschluss, Dachreiter und einem abgefasten Rundbogenportal im Süden. In den Spitzbogenfenstern im Chorschluss hat sich das ursprüngliche Maßwerk erhalten. Bei der Restaurierung 1994 wurde an der Fassade der frühbarocke Diamantquaderdekor wiederhergestellt. Die schlecht erhaltenen Darstellungen von Gesetz und Gnade sowie des Jüngsten Gerichts an der Außenwand malte vermutlich Wenzel Aichler in der zweiten Hälfte des 16. Jahrhunderts.
Im Inneren erhebt sich ein Netzrippengewölbe auf Konsolen. Die Gewölbemalereien im Chorschluss mit Blumenranken, Wappenmedaillons, Christus- und Marienmonogramm sowie einer Monstranz im Zentrum stammen aus der zweiten Hälfte des 16. Jahrhunderts. Das frühbarocke Wandgemälde einer Kreuzabnahme an der Westwand wurde übertüncht. Die Seccomalerei eines Totengerippes mit Lorbeerkranz an der Südwand stellt den Triumph des Todes dar. Neben einer Sakramentsnische mit geradem Sturz gehört ein 1659 geschnitztes Kruzifix zur Einrichtung.